# Livilla retamae
Livilla retamae är en insektsart som först beskrevs av Puton 1878.  Livilla retamae ingår i släktet Livilla och familjen rundbladloppor. Inga underarter finns listade i Catalogue of Life.